# Oscar Kistabish
Oscar Kistabish, de son vrai nom Osesima est un ainé, leader, sage, intellectuel, guide de la communauté anicinabe de Pikogan et président du centre d’amitié autochtone de Val d’Or,.Il a aujourd’hui 78 ans et vit à Pikogan, région située tout près d’Amos en Abitibi-Témiscamingue.

## Biographie
Oscar Kistabish a passé une bonne partie de sa vie à la mise en valeur de la culture autochtone.
Il vit dans la forêt jusqu’à l’âge de 9 ans. À la suite de cela, il est forcé de vivre dans un pensionnat pendant 11 ans. C’est là où il apprend le français.
Adulte, il passe son temps à visiter les communautés autochtones du Québec.
Il offre régulièrement des ateliers et conférences et partage la culture autochtone dans les écoles, via le programme Culture à l’école. Il participe de manière active à la promotion de la réconciliation entre les peuples grâce à ses nombreuses interventions au sein de la société civile.
Il devient président du Centre d’amitié autochtone de Val d’Or. À l’aide de ce titre, il fait usage de son expérience et de ses connaissances pour guider les communautés et conseiller sur des enjeux comme la réconciliation, les droits autochtones ou le féminisme. Lors du spectacle annuel du Centre d’amitié autochtone de Val d’Or qui soulignait le rapport des femmes au sein de la communauté, il insistait en disant :«Il faut qu’elles continuent à s’exprimer.».

## Pensionnat
Oscar fréquente contre son gré le pensionnat de Saint-Marc-de-Figuery pour une durée de 11 ans. Aujourd’hui démoli, le pensionnat autochtone d'Amos était connu principalement pour son équipe de hockey et ses nombreux crimes sur les résidents autochtones. Oscar, bien que fortement impacté par son expérience au pensionnat, garde pour seul héritage positif de celle-ci, la familiarité qu’il obtenu avec le hockey au sein de l’établissement. C’est encore aujourd’hui un sport pour lequel il exprime une grande passion.
« Je vivais dans la forêt en Abitibi jusqu’à l’âge de 9 ans et par la suite, j’ai été forcé d’aller au pensionnat autochtone pendant près de 10 ans. J’ai dû quitter ma famille et j’ai eu l’obligation d’apprendre le français. J’ai trouvé ça très difficile. Mon vrai nom c’est Osesima, mais ils ont changé mon nom au pensionnat pour le rendre plus facile à prononcer en français Pendant toutes ces années, je voyais mes parents deux mois par année. La nourriture était très différente et ma famille me manquait.».
Il portait le numéro 53 et était martyrisé pour son manque de discipline.

## Distinctions
Le 17 décembre 2021, il obtient la Médaille Premiers Peuples (Premières Nations) du lieutenant-gouverneur du Québec,.